# Panzerbüchse M.SS41
Die Panzerbüchse M.SS41 war eine deutsche Panzerbüchse des Zweiten Weltkrieges und die erste serienmäßige Hinterschaftlader-Büchse der Welt.

## Entwicklung
In der Zwischenkriegszeit wurde in der Tschechoslowakei an verschiedenen Panzerbüchsen gearbeitet, wie z. B. der ZK-382 im Kaliber 7,92 × 145 mm. Um die Gesamtlänge der Waffe und deren Gewicht in Grenzen zu halten, wurde ein damals eher unüblicher Hinterschaftlader entworfen.
Nach der deutschen Besetzung der Tschechoslowakei 1939 wurden die Arbeiten an diesen Entwürfen in den Kaliber 8, 13 und 15 mm im Auftrag der Waffen-SS weitergeführt, da die SS zwar eigene Waffen entwickeln und beschaffen wollte, aber keinen Zugang über das offizielle Beschaffungswesen der Wehrmacht hatte. Die Bestellung von 2000 Waffen Ende 1939 erfolgte ohne Wissen des Heereswaffenamtes und musste nachträglich genehmigt werden.

## Technik
Die Pz.B. M.SS41 ist eine Mehrladerbüchse in Bullpup-Ausführung mit einem feststehenden Zylinderverschluss und beweglichem Lauf. Das bedeutet, dass im Gegensatz zum normalen Zylinder(Kammer-)verschluss der Verschluss fest mit dem Kolben verbunden ist und stattdessen der Lauf bewegt wird. Gegenüber einem normalen Bullpupgewehr mit beweglichem Verschluss spart dies nochmals Baulänge. Der Verschluss ist extrem stark ausgeführt und hat 6 Verriegelungswarzen in 2 Reihen. Um den Rückstoß zu mindern, sitzt auf der Laufmündung eine rechteckige Mündungsbremse. Das Magazin ist ein einreihiges Kastenmagazin mit 5 (nach anderen Angaben 6 oder 10) Patronen Kapazität, das schräg links unten hinter dem Pistolengriff sitzt. Als Visiereinrichtung dient ein nicht verstellbares offenes Visier mit einem Klappkorn und einer Klapp-Lochkimme. Beide sind nach links aus der Längsachse der Waffe versetzt. Aufgrund der großen Rasanz der Patrone 318 genügt die Einstellung des Visiers auf 500 m.
Zum Transport ist die Panzerbüchse in zwei Baugruppen zerlegbar, den Lauf mit dem Patronenlager und Pistolengriff sowie den Metallschaft mit Schaftkappe, Verschluss, Zweibein und Magazin.
Zum Nachladen entsperrt der Schütze mit dem Daumen der rechten Hand den am Pistolengriff befindlichen kombinierten Sicherungs-/Entsperrhebel und dreht mit dem Griff den Lauf um 60° gegen den Uhrzeigersinn. Danach wird der Lauf nach vorn geschoben, und eine etwaig im Lauf befindliche Hülse ausgezogen und nach rechts ausgeworfen. Wird der Lauf am Griff wieder zurückgezogen, schiebt er sich über die nächste aus dem Magazin herausragende Patrone, entnimmt diese aus dem Magazin und presst den Patronenboden gegen den Stoßboden des Verschlusses. Dabei wird gleichzeitig der Abzug gespannt. Der Lauf läuft dabei auf zwei Rollen, die Teil der Zweibeinhalterung sind. Hat der Lauf die Endstellung erreicht, wird der Verschluss durch Drehung des Laufes im Uhrzeigersinn wieder verriegelt und die Waffe ist schussbereit.